# Rag. Arturo De Fanti, bancario precario
Rag. Arturo De Fanti, bancario precario è un film italiano del 1980 diretto da Luciano Salce.

## Trama
Il ragionier Arturo De Fanti, impiegato presso una piccola banca, ha difficoltà economiche per mantenere in una villa di due piani la moglie Elena, l'amante Vanna e la domestica Smeralda. Per tentare di risolvere il problema, propone alla moglie di ospitare l'amante a casa, in cambio della sua partecipazione alle spese domestiche. La situazione inizia a degenerare quando anche Elena si porta a casa l'amante Guglielmo "Willy", insegnante di arti marziali proprietario di una palestra. A Willy si aggiunge anche la sua consorte, Selvaggia, nonché il "contino", amante di quest'ultima ma soprattutto il pericoloso marito di Vanna, Libero Catena, appena evaso di prigione ma che in realtà, dopo l'esperienza in carcere che lo ha reso effeminato, mostra notevoli doti da massaia per pulizia e cucina. Solo l'intervento del direttore della banca, con una visita a sorpresa a casa del ragionier De Fanti, in comune accordo con la moglie Elena, risolve la situazione riportandola alla normalità.

## Accoglienza

### Critica
Nel film si ritrovano alcuni rimandi alle commedie italiane del 1700 e in particolare alle commedie di Carlo Goldoni. Secondo il critico Paolo Mereghetti, il soggetto del film prenderebbe spunto invece dalle opere di Labiche.